# Drama (stad)
Drama (gerkiska: Δράμα) är en stad i kommunen Dimos Drama i regiondelen med samma namn, i regionen Östra Makedonien och Thrakien i nordöstra Grekland. Den ligger cirka 120 kilometer nordöst om Thessaloniki. Kommunen hade 58 944 invånare medan själva staden hade 44 823 invånare (2011). Staden blev grekisk år 1913 i samband med andra Balkankriget.